# キョポール
キョポール (ブルガリア語: Кьопоолу または Кьополу (Kyopolou)、トルコ語: Köpoğlu) は、ブルガリア料理やトルコ料理で使われる、焼いたナスやニンニクで作るスプレッド。レリッシュ（薬味）として使うことが多い。
一般的なレシピでは、ナスの他に焼きピーマン、トマト（トマトジュースやトマトペーストを使うこともある）、タマネギ、パセリ、ブラックペッパー、ローリエを使う。唐辛子を加えることもある。使うピーマンの品種により甘いものから辛いものまで味にはさまざまなバリエーションがある。 鍋で煮込んだり、器に入れてオーブンで加熱して調理することが多い。 
キョポールは前菜に使うことが多く、パンに塗ったり、調味料として使ったりするほか、サラダとして食べることもある。元は冬に備えた保存食として、瓶詰めにして常備されることが多かった。ナスやピーマンの収穫期である夏から秋にかけて食べることが多いが、正教を信仰する国、とりわけブルガリアでは大斎などで断食を行う際のメインディッシュにもなる。 

## 類似の食品
バルカン半島には、アイバルやピンジュルなどキョポールとよく似た食品が多数ある。ルーマニアではスラヴ語の「前菜」「軽食」に由来してザクスカという。 